# EPrix de Marrakech 2020
GP précédent GP suivant
L'ePrix de Marrakech 2020 (2020 ABB Formula E Marrakesh E-Prix), disputé le 29 février 2020 sur le circuit Moulay El Hassan, est la 63e manche de l'histoire du championnat de Formule E FIA. Il s'agit de la quatrième édition de l'ePrix de Marrakech comptant pour le championnat de Formule E et de la cinquième manche du championnat 2019-2020.

## Essais libres

### Première séance
| Pos. | Pilote                 | Voiture       | Chrono         | Écart     |
| ---- | ---------------------- | ------------- | -------------- | --------- |
| 1    | António Félix da Costa | Techeetah-DS  | 1 min 17 s 863 |           |
| 2    | Mitch Evans            | Jaguar        | 1 min 17 s 966 | + 0 s 103 |
| 3    | Maximilian Günther     | Andretti-BMW  | 1 min 18 s 062 | + 0 s 199 |
| 4    | Oliver Rowland         | e.dams-Nissan | 1 min 18 s 311 | + 0 s 448 |
| 5    | Lucas di Grassi        | Audi          | 1 min 18 s 418 | + 0 s 555 |
| 6    | Sam Bird               | Virgin-Audi   | 1 min 18 s 421 | + 0 s 558 |

### Deuxième séance
| Pos. | Pilote          | Voiture      | Chrono         | Écart     |
| ---- | --------------- | ------------ | -------------- | --------- |
| 1    | Mitch Evans     | Jaguar       | 1 min 17 s 309 |           |
| 2    | Lucas di Grassi | Audi         | 1 min 17 s 545 | + 0 s 236 |
| 3    | Robin Frijns    | Virgin-Audi  | 1 min 17 s 580 | + 0 s 271 |
| 4    | Pascal Wehrlein | Mahindra     | 1 min 17 s 629 | + 0 s 320 |
| 5    | Alexander Sims  | Andretti-BMW | 1 min 17 s 683 | + 0 s 374 |
| 6    | Nyck de Vries   | Mercedes     | 1 min 17 s 790 | + 0 s 481 |

## Qualifications
| Pos. | Pilote                 | Écurie           | Groupe de qualification | Super pole     | Grille |
| ---- | ---------------------- | ---------------- | ----------------------- | -------------- | ------ |
| 1    | António Félix da Costa | Techeetah-DS     | 1 min 17 s 640          | 1 min 17 s 158 | 1      |
| 2    | Maximilian Günther     | Andretti-BMW     | 1 min 17 s 562          | 1 min 17 s 227 | 2      |
| 3    | André Lotterer         | Porsche          | 1 min 17 s 582          | 1 min 17 s 253 | 3      |
| 4    | Nyck de Vries          | Mercedes         | 1 min 17 s 743          | 1 min 17 s 590 | 4      |
| 5    | Edoardo Mortara        | Venturi-Mercedes | 1 min 17 s 631          | 1 min 17 s 803 | 5      |
| 6    | Sébastien Buemi        | e.dams-Nissan    | 1 min 17 s 779          | 1 min 17 s 811 | 6      |
| 7    | Jérôme d'Ambrosio      | Mahindra         | 1 min 17 s 798          |                | 7      |
| 8    | Alexander Sims         | Andretti-BMW     | 1 min 17 s 830          |                | 8      |
| 9    | Oliver Rowland         | e.dams-Nissan    | 1 min 17 s 839          |                | 9      |
| 10   | James Calado           | Jaguar           | 1 min 17 s 867          |                | 10     |
| 11   | Jean-Éric Vergne       | Techeetah-DS     | 1 min 17 s 928          |                | 11     |
| 12   | Brendon Hartley        | Dragon-Penske    | 1 min 17 s 944          |                | 12     |
| 13   | Lucas di Grassi        | Audi             | 1 min 17 s 958          |                | 13     |
| 14   | Sam Bird               | Virgin-Audi      | 1 min 18 s 064          |                | 14     |
| 15   | Pascal Wehrlein        | Mahindra         | 1 min 18 s 069          |                | 15     |
| 16   | Nico Müller            | Dragon-Penske    | 1 min 18 s 203          |                | 16     |
| 17   | Stoffel Vandoorne      | Mercedes         | 1 min 18 s 218          |                | 17     |
| 18   | Daniel Abt             | Audi             | 1 min 18 s 229          |                | 18     |
| 19   | Oliver Turvey          | NIO              | 1 min 18 s 313          |                | 19     |
| 20   | Felipe Massa           | Venturi-Mercedes | 1 min 18 s 675          |                | 20     |
| 21   | Ma Qing Hua            | NIO              | 1 min 19 s 359          |                | 21     |
| 22   | Robin Frijns           | Virgin-Audi      | 1 min 27 s 444          |                | 22     |
| 23   | Neel Jani              | Porsche          | 1 min 32 s 690          |                | 23     |
| 24   | Mitch Evans            | Jaguar           | Pas de temps            |                | 24     |

## Course

### Classement
| Pos. | no | Pilote                 | Écurie           | Tours | Temps/Abandon    | Grille | Points |
| ---- | -- | ---------------------- | ---------------- | ----- | ---------------- | ------ | ------ |
| 1    | 13 | António Félix da Costa | Techeetah-DS     | 34    | 46 min 52 s 757  | 1      | 28     |
| 2    | 28 | Maximilian Günther     | Andretti-BMW     | 34    | + 11 s 427       | 2      | 19     |
| 3    | 25 | Jean-Éric Vergne       | Techeetah-DS     | 34    | + 12 s 034       | 11     | 15     |
| 4    | 23 | Sébastien Buemi        | e.dams-Nissan    | 34    | + 12 s 282       | 6      | 12     |
| 5    | 48 | Edoardo Mortara        | Venturi-Mercedes | 34    | + 15 s 657       | 5      | 10     |
| 6    | 20 | Mitch Evans            | Jaguar           | 34    | + 16 s 335       | 24     | 9      |
| 7    | 11 | Lucas di Grassi        | Audi             | 34    | + 18 s 706       | 13     | 6      |
| 8    | 36 | André Lotterer         | Porsche          | 34    | + 19 s 498       | 3      | 4      |
| 9    | 22 | Oliver Rowland         | e.dams-Nissan    | 34    | + 20 s 126       | 9      | 2      |
| 10   | 2  | Sam Bird               | Virgin-Audi      | 34    | + 20 s 295       | 14     | 1      |
| 11   | 17 | Nyck de Vries          | Mercedes         | 34    | + 20 s 557       | 4      |        |
| 12   | 4  | Robin Frijns           | Virgin-Audi      | 34    | + 22 s 373       | 22     |        |
| 13   | 64 | Jérôme d'Ambrosio      | Mahindra         | 34    | + 22 s 785       | 7      |        |
| 14   | 66 | Daniel Abt             | Audi             | 34    | + 25 s 080       | 18     |        |
| 15   | 5  | Stoffel Vandoorne      | Mercedes         | 34    | + 25 s 969       | 17     |        |
| 16   | 51 | James Calado           | Jaguar           | 34    | + 26 s 528       | 10     |        |
| 17   | 19 | Felipe Massa           | Venturi-Mercedes | 34    | + 27 s 476       | 20     |        |
| 18   | 18 | Neel Jani              | Porsche          | 34    | + 44 s 476       | 23     |        |
| 19   | 6  | Brendon Hartley        | Dragon-Penske    | 34    | + 49 s 002       | 12     |        |
| 20   | 7  | Nico Müller            | Dragon-Penske    | 34    | + 53 s 075       | 16     |        |
| 21   | 3  | Oliver Turvey          | NIO              | 34    | + 59 s 969       | 19     |        |
| 22   | 94 | Pascal Wehrlein        | Mahindra         | 34    | + 1 min 13 s 414 | 15     |        |
| 23   | 33 | Ma Qing Hua            | NIO              | 33    | + 1 tour         | 21     |        |
| 24   | 27 | Alexander Sims         | Andretti-BMW     | 33    | Transmission     | 8      |        |

- Stoffel Vandoorne, Pascal Wehrlein, António Félix da Costa, Lucas di Grassi et Jérôme d'Ambrosio ont été désignés par un vote en ligne pour obtenir le fanboost, qui leur permet de bénéficier de 25 kW supplémentaires pendant cinq secondes lors de la deuxième moitié de la course[6].

### Pole position et record du tour
La pole position et le meilleur tour en course rapportent respectivement 3 points et 1 point.
- Pole position :  António Félix da Costa (Techeetah-DS) en 1 min 17 s 158.
- Meilleur tour en course :  Mitch Evans (Jaguar) en 1 min 20 s 737 au 27e tour.

### Tours en tête
- António Félix da Costa (Techeetah-DS) : 30 tours (1-15 ; 20-34)
- Maximilian Günther (Andretti-BMW) : 4 tours (16-19)

## Classements généraux à l'issue de la course
| Pos. | Pilote                 | Points |
| ---- | ---------------------- | ------ |
| 1    | António Félix da Costa | 67     |
| 2    | Mitch Evans            | 56     |
| 3    | Alexander Sims         | 46     |
| 4    | Maximilian Günther     | 44     |
| 5    | Lucas di Grassi        | 38     |
| 6    | Stoffel Vandoorne      | 38     |
| 7    | Edoardo Mortara        | 32     |
| 8    | Jean-Éric Vergne       | 31     |
| 9    | Oliver Rowland         | 30     |
| 10   | Sam Bird               | 29     |
| 11   | Sébastien Buemi        | 27     |
| 12   | André Lotterer         | 25     |
| 13   | Nyck de Vries          | 18     |
| 14   | Pascal Wehrlein        | 14     |
| 15   | Robin Frijns           | 10     |
| 16   | James Calado           | 10     |
| 17   | Daniel Abt             | 8      |
| 18   | Jérôme d'Ambrosio      | 3      |
| 19   | Felipe Massa           | 2      |
| 20   | Brendon Hartley        | 2      |

| Pos. | Écurie           | Points |
| ---- | ---------------- | ------ |
| 1    | Techeetah-DS     | 98     |
| 2    | Andretti-BMW     | 90     |
| 3    | Jaguar           | 66     |
| 4    | e.dams-Nissan    | 57     |
| 5    | Mercedes         | 56     |
| 6    | Audi             | 46     |
| 7    | Virgin-Audi      | 39     |
| 8    | Venturi-Mercedes | 34     |
| 9    | Porsche          | 25     |
| 10   | Mahindra         | 17     |
| 11   | Dragon-Penske    | 2      |